# Mendel Beer
Mendel Beer (* 1788 in Forbach; † 27. Januar 1870 in St. Ingbert) war der nachweislich erste Jude der Stadt St. Ingbert, angesehener Kaufmann und Ahn vieler angesehener Nachkommen. Infolge des Holocaust leben viele Nachfahren heute in den USA und in Israel.
Beer kam am 13. Mai 1811 zusammen mit seiner Frau Philippina (geb. August) aus dem nördlich angrenzenden Spiesen nach St. Ingbert, wo er sich als Frucht- und Mehlhändler niederließ. Zuvor hatte er ein Haus in der Blieskasteler Straße ersteigert. Juden waren bereits damals großen Anfeindungen ausgesetzt. Die Stadt gehörte bis 1816 zu Frankreich, wo noch 1808 ein „Dekret zu Einschränkungen des Handels und der Kreditgeschäfte der Juden“ ausgegeben worden war, das die auf wenige Berufsfelder beschränkten Juden vom „Schachern und Wuchern“ abhalten sollte. Bereits im ersten Jahr wurde ihm sein Wohnhaus angesteckt. Das dritte von insgesamt neun Kindern war die Tochter Rosina, die am 20. Mai 1815 zur Welt kam. Sie war damit die erste in St. Ingbert geborene Jüdin. Die anderen Kinder waren Mendel (1810–1869), Apolonia, Alphons, Augustine, Henriette, Seligmann, Karolina und Josef (1831–1906).:S. 21 Im Unterschied zu den rechtsrheinischen deutschen Juden hatten sie hier doch immerhin Bürgerrecht, das die Bayrische Verfassung 1818 noch einmal bestätigte. 1829 erhielt der prosperierende Ort die Stadtrechte.
1850 wandte sich Beer mit einem weiteren jüdischen Bürger, seinem Schwiegersohn und Seifenfabrikant Wolfgang Kahn, an König Maximilian II. von Bayern mit der Bitte, sich von der Verpflichtung der Moralitätszeugnisse – eine Art Führungszeugnis – befreien zu lassen. Diese Maßregelungen veranlassten die jüdischen Geschäftsleute, mit besonderen Garantien, Rabatten und ähnlichem die Gunst der Käufer zu gewinnen. Beers jüngster Sohn Josef (* 1831) ist ein Paradebeispiel für dieses Geschäftsgebaren: Er gründete mit vierzig anderen Bürgern 1867 den Vorschußverein, eine Kreditgenossenschaft, die seit 1906 Volksbank St. Ingbert heißt. Der Verein war nach dem Vorbild Hermann Schulze-Delitzschs organisiert und der erste im Saargebiet. Er verhalf vielen Bürgern zu erfolgreichen Geschäften und sorgte vor allem in den Anfangsjahren nachweislich für eine Belebung der wirtschaftlichen Aktivitäten in der Stadt.
Bis zur Mitte der 1880er Jahre wurden die St. Ingberter Juden in Blieskastel beigesetzt, da sie keinen eigenen Friedhof besaßen. Erst im Laufe des Jahres 1886 wurde auch hier ein, wenn auch mit 10 × 20 m bescheiden großer, Friedhof angelegt.:S. 42f. Mendel Beer liegt mit seiner Frau in Blieskastel begraben; der Grabstein ist noch existent.